# Леон Фелипе
Леон Фелипе (на испански: León Felipe) е испански поет.

## Биография
Роден е на 11 април 1884 г. в Табара в семейството на нотариус, което живее постоянно в Сантандер. Завършва фармацевтика и открива своя аптека, но отрано се интересува от литература и скоро заминава с пътуваща театрална трупа, аптеката му фалира и той прекарва две години в затвора. През следващите години става известен със своята поезия, като е смятан за близък до движението „Поколение '27“. Участва в Гражданската война на страната на републиканците и от 1938 г. до края на живота си живее в Мексико.
Леон Фелипе умира на 17 септември 1968 г. в Мексико.